# Germain de Ganay
Pour les articles homonymes, voir Familles de Ganay.
Germain de Ganay est un magistrat et prélat français né à une date inconnue et mort le 8 mars 1520.
Il a notamment exercé les fonctions d'évêque de Cahors puis d’Orléans.

## Biographie
Germain de Ganay est le frère de Jean de Ganay (v. 1455-1512), chancelier de France.
Conseiller-clerc au parlement de Paris par lettres du 12 juillet 1485, il devient conseiller du roi de France au Parlement et président de la Chambre des requêtes.
Chanoine de la cathédrale Notre-Dame de Paris et de la cathédrale Saint-Étienne de Bourges et doyen du chapitre de la cathédrale Saint-Pierre de Beauvais, il est évêque désigné de Cahors de 1509 à 1514, puis d’Orléans de 1514 à son décès, le 8 mars 1520.
Il a été le protecteur de Jacques Lefèvre d'Étaples, qui lui dédia un traité de magie naturelle et a correspondu avec Marsile Ficin et Trithème qui lui adressa sa traduction du De resurrectione d’Athanagore.